# Cladrastis sikokiana
Cladrastis sikokiana är en ärtväxtart som först beskrevs av Tomitaro Makino, och fick sitt nu gällande namn av Tomitaro Makino. Cladrastis sikokiana ingår i släktet Cladrastis och familjen ärtväxter. Inga underarter finns listade i Catalogue of Life.